# Riviera 〜約束の地リヴィエラ〜
『Riviera 〜約束の地リヴィエラ〜』（リヴィエラ やくそくのちリヴィエラ） は、2002年7月12日に発売されたワンダースワン用ファンタジーRPG。制作はスティング、発売はバンダイ。
2004年11月25日には移植アレンジされたゲームボーイアドバンス版が発売され、2005年にはその海外版として『Riviera: The Promised Land』も発売された。
2006年11月22日にはPlayStation Portable版が発売。CGイラストを大幅追加、フルボイス化などを行いリメイクされている。2007年2月14日にはバンダイネットワークスからS!アプリの配信が開始、iアプリ向けにも配信された。2024年2月29日にはHDリマスター版がNintendo Switch向けに発売され、Steamとスマートフォン向けにもリリースが予定されている。

## ゲームの特徴
- 画面にある「移動トリガー」に従って動くだけで行きたい場所に移動することができるなど、携帯ゲーム機用ソフトとして手軽に楽しむことが出来る。
- 戦闘では最初に3人までの出撃メンバーと4つまでの使用アイテムを選ぶ。選んだアイテムはメンバー全員の武器として共用することになるが、同じアイテムでもキャラクターによってそれぞれ使用方法が異なる。例えば、木の実ならば「投げて攻撃」「食べて回復」など。また、使用回数も定められているため、プレイヤーはこれらの要素をよく考慮したうえで戦略を組み立てる必要がある。
- レベルの概念がなく、各キャラクターはアイテムごとに設定されているオーバースキルの習得やイベントのクリアによって成長する。
- 主人公とレダを除いた仲間の全員が女性で、キャラクターごとに設定された好感度やそれによって変化するエンディング、沐浴シーンがあることなどから、お色気シーンに注目するユーザーや書籍も存在する[2]。PSP版用に新規に沐浴シーンのイラストが描き下ろされていたが、PSP版ではカットされている（SPECIAL EDITION版では水着に変更されている）。なお、カットされた沐浴イラストは攻略本の「Riviera 〜約束の地リヴィエラ〜 公式コンプリートガイド+イラストレーション」に掲載されている。

## 移植について
各機種への移植時に変更された部分が各所に見受けられる。このためプレイヤーの好みが分かれる場合がある。
背景のCG絵などデザインの変更
守護聖獣 / アガルタとの戦いの場でWS版では背景に巨大な太陽のような物が見えるが、GBA版では無くなっている。
ゲーム中のテキストの変更（とそれによるキャラクターの印象の違い）
- Chapter2のルゥリ。序盤エクセルが後列と前列について無知である事にWS版では不満げな態度で説明をしているが、GBA版では穏やかに説明をしている（もっとも、説明にはなってないが）。
- Chapter5の死神/デス。WS版では精霊達をクズと呼んでいるが、GBA版ではザコと言っている。

## キャラクターデザイン
オリジナルのWS版ではキャラクターデザイン高津幸央、モンスターデザイン岩永悦宜。GBA・PSP版ではどちらも戸部淑に変更されている。
製作スタッフはWS版製作当初からキャラクターデザインを戸部淑に依頼するつもりだったが、都合がつかずWS版では不採用となり、後のGBA版で結実に至った。
戸部のデザインは基本的に高津・岩永のものを踏襲した形となっているが、一部アレンジされた箇所も存在する。

## ストーリー
神々の棲む神界に魔族の集う魔界が侵攻し神魔戦争が勃発した。魔界に住む邪神らの力に圧倒された神界は窮地に陥り、それに対抗すべく神々は禁忌を犯した。自らの力と叡智を刻みだして、黒い翼を持ち刃の先に死を告げる告死天使を創造した。告死天使の活躍により神界は戦いに勝利し、魔族は魔界に封印されたが、神界の神々も滅びの道をたどることとなる。神々は滅び去る途中、全ての力と叡智を最果ての地リヴィエラに残し、神々の再臨を約束する地として忠実な精霊達に託した。
そして神々が滅んでから1000年が経った時、リヴィエラで魔族復活の兆しが見られた。神々の代理者であるゴートの七賢は神界存亡を賭けて、リヴィエラに残された神々の力を使い神罰を発動させることを決定。その実行者として、神々の遺産であるディヴァインを継ぐ告死天使を新たに生みだし、リヴィエラに降臨させた。

## キャラクター

### メインキャラクター
エクセル声：釘宮理恵
この物語の主人公。『告死天使』の少年だが、生まれて間もないため、戦いの知識と経験はまだ浅い。
神界の命により神罰を発動させるためリヴィエラへ向かうが、リヴィエラやそこに住まう精霊たちの実態を目にするうち、神罰がリヴィエラの全てを巻き込むことについて次第に疑問を抱き始める。
告死天使用の武器『ディヴァイン』の中でも最強と言われる『神剣エクセリオン』を持つが、その契約のために『翼』をロストしており、告死天使であることは普段の見た目からは分からない。
最強と言われるエクセリオンを扱える理由は、ゲーム中でも不明。
レダ声：森田成一
エクセルと共に、神罰発動の任務につく。孤高の告死天使。常に自分について多くを語ろうとしない。
炎の槍『神槍ローレライ』を巧みに操り、多くの技を扱い神界屈指の戦闘能力を誇る。ローレライと引き換えに己の『感情』をロストしている。
ロゼ声：小松里賀
エクセルの使い魔で、黒く猫のような容姿に背中にコウモリ系の翼を生やしている。当の本人はこのことを気にしているらしく猫と言われる度「猫じゃないよ」と反論している。しっぽの緑のリボンがお気に入り。
エクセルに対し、詳しくゲームのシステムなどについて説明してくれる。少々、小馬鹿にするところもあるが、良き理解者。レダを「レダ様」と呼び慕っている。
エクセルとはぐれた際、シエラに保護され『ミルフィーユちゃん』という別名が与えられるが、本名が分かった後でも彼女だけはこの名でロゼを呼ぶ。
のちに歴史家となり、本編の物語を歴史書に記すこととなる。その時の名は『ロゼ・R・クロフォート』
ルゥリ声：今野宏美
幸運を司る十二精霊族のひとり。小さな弓使い。基本的には「ルゥリはー、ルゥリねー」などと幼い言葉遣いをしている。自己紹介の一人称は「ボク」。好奇心旺盛なトラブルメーカーで、トラップのある宝箱をむやみに開けて失敗を招くこともあるが、何故だか憎めない。
フィアとは同居しており、後にエクセルも同居人となる。容姿や性格などのためにフィアよりも年下だとよく誤解されるが、GBA版初回特典のイントロダクションディスクによれば一歳年上。
数多くのぬいぐるみを持っており、部屋ではよくぬいぐるみの雪崩が起こるらしい。好きな食べ物は冷たい物やココの作ったパン。戦闘ではバナナンの実やココリの実など投げたり、別のメンバーでは絶対にやらないようなことをやる。
フィア声：柳瀬なつみ
正義を司る十二精霊族のひとり。静かなる聖剣士。同居人のルゥリとは正反対で、大人びた性格をしている。冷静に状況を見極めレイピアで敵を攻撃し、仲間がピンチになれば回復魔法ヒーリングを使ってサポートする。
ロザリナ島に住む「アーク族」からの連絡が途絶えた事を無視するのが許せず、長老でもある祖父の訴えを押し切り、ルゥリと共に魔城へ赴く。
料理好きで、部屋ではよく料理の本の雪崩が起こるらしい。詳しいことは不明だが、肉が食べられない。ベジタリアン説も囁かれている。甘いものが好き。
セレネ声：野中藍
勇気を司る十二精霊族のひとり。コウモリのような羽を持つ種族「アーク族」唯一の生き残り。仲間を魔族（マリス）に殺され、その復讐を誓う。
得意な武器は鎌で、常に前線に立ちその刃を振るう。また背中の羽は『飛ぶ』まではいかないが、『浮く、落下速度を緩める』程度には使えるようである。ミレノ地下霊園ではその羽のためにサキュバス族から仲間と間違えられてしまう事もあった。
歌が下手で、よく音程が半音ずれる。パーティのムードメーカーでもあり、ルゥリにいつもちょっかいを出して口喧嘩をしたりもする。
シエラ声：後藤邑子
知恵を司る十二精霊族のひとり。自称「紅の魔女」で、ヒロインの中では一番年上。普段はおっとりとしているが、戦闘の際には得意とする魔法で全ての敵を焼き尽くす。
戦闘では魔法を自在に操る彼女であるが、しかし戦闘以外での魔法はロクに成功した例がない。また魔法の研究で運動不足なのか、全メンバー中最も足が遅い。

### サブキャラクター
マリス声：鈴木麻里子
エクセル達とはまた行動を別にする魔性の告死天使。氷を司る斧『神斧トゥール』を操る。神罰発動の為にロザリナ島へと向かい、アーク族を壊滅させた。
ヘクター声：杉山紀彰
神々の代理者「ゴートの七賢」のひとり。神罰発動のためにエクセルとレダをリヴィエラへ向かわせる一方で、何かしら別の計画を進めているようである。
ウルスラ声：塩山由佳
リヴィエラに住まう精霊たちを統括する存在。生命を司る十二精霊族のひとりでもある。
本編ではリヴィエラごと魔族を滅ぼす『神罰』の発動を防ぐため、エクセルとレダの前に立ちはだかった。その後、天使でありながら神界のやり方に疑問をもち始めたエクセルに希望を見出し、リヴィエラの未来を託す。アガルタを召喚したり、記憶とディヴァインの力を奪ったり、夢に干渉したり、死者を蘇らす等、実に多芸でもある。

### インフェルノス
守護聖獣 / アガルタ
ヘヴンズゲートのリヴィエラへの門に現れたインフェルノス。炎そのものが鳳凰の形をとっているような姿をしている。
『神罰』の発動を阻止するためにウルスラが召喚し、レダとエクセルに襲い掛かったが敗北する。なぜ上級魔族であるはずのインフェルノスが守護聖獣としてウルスラに使役されているのかは不明。
オーバースキルは自らを紅蓮の炎と化して敵を焼き尽くす『フレアテンペスト』である。
魔剣士 / イシュエル声：中尾良平
黒き魔城ラクリマの最上階『封魔の館』に封印されていたインフェルノス。全身を甲冑で固め、身の丈もある大剣を振るいエクセル一行に襲い掛かった。
当初はあらゆる攻撃を弾き返すバリアを持ち、エクセル一行の攻撃を無効化し圧倒していたが、突如現れたウルスラによって解放された神剣エクセリオンの前にバリアを剥がされ、激戦の末に敗北。
オーバースキルは大剣を振り上げて波動を放ち、背後のオプションを展開させて凄まじい斬撃を放つ『凄斬クレスティン』。また、特殊防御『フォースシールド』は、低確率だが全ての攻撃をガードする能力を持っている。
天竜 / リンドヴルム声：高橋祐吾
ネルデ巨樹遺跡最高峰『巨樹の頂』に封印されていたインフェルノス。その姿は天を切り裂き暴風を巻き起こす巨大な飛竜の姿をしており、リヴィエラの治安を求めるエクセル一行の行為を『たわけた事』と一笑し、エクセル一行に襲い掛かったが、激戦の末に無念の咆哮を残し敗北。
オーバースキルは天高く舞い上がり、上空から凍てつく冷気を吐き掛ける『クリスタルブレス』。
堕天使 / アークエンジェル
水没都市テティスにある『フレーベル大聖堂』に封印されていたインフェルノス。インフェルノスに似つかわしくない神々しい姿をしているが、れっきとしたインフェルノスであり、己を追放した神界に怨みを晴らすべく同じ天使であるエクセルに強請を掛けるが、当のエクセルに『魔道に堕ちた天使は天使ではない』と一蹴され、激怒しエクセル一行に襲い掛かったが、激戦の末に敗北。
オーバースキルは手にしている杖から雷を放ち、最後に凄まじい威力の稲妻を叩き落す『リヴェリオン』。
死神 / デス
滅びの街ミレノの地下に広がるミレノ地下霊園の最深部『死の聖地ピエタ』に封印されていたインフェルノス。名の通りその姿は禍々しい死神の姿をしており、手に持った大鎌を振るい、配下のエレメンタルを従えてエクセル一行に襲い掛かってきた。
激戦の末に敗北するが、倒されても尚も立ち上がり怨みの言葉を吐きながら消滅していった。
オーバースキルは手に持った大鎌でメッタ斬りにした後、怨霊を呼び寄せて霊撃を加え、なおかつその怨霊ごと相手を微塵斬りにする『ルーインゼクス』、耐性を強化するカーディナルを使用後は『ルーインゼクション』。

## 用語解説

### ストーリー用語
リヴィエラ【Sacred Garden "Riviera"】
WS版
神界の最果てに浮かぶ島。神魔戦争の最後に滅びへの道を辿った神々が己の力と叡智の総て（後に『神罰』と呼ばれる）をここに遺し、神々再降臨の約束の地としてそこに住まう精霊たちに託した。
GBA版
かつて、神魔戦争の最後に神々が浄化することに成功した魔界。魔族に隷属させられていた精霊達に与えられ、「リヴィエラ」と名付けられた。精霊達は神罰を未来永劫にわたって護ることを誓い、神々はリヴィエラを精霊達の悠久の楽園とすることを約束した。

神魔戦争【Ragnarok】
魔族の神界侵攻により勃発した神々と魔族の戦いで、本編より約千年前に発生した。この戦争によって神界は壊滅的状況に陥り、神々も滅びる事となった。
神界
神々と天使の棲む聖域。神々亡き現在はゴートの七賢が代理者として管理をしている。
魔界
魔族が集いし闇の領域。GBA版では後にリヴィエラとなる。
神罰【Ark of Ruin】
神々がリヴィエラに遺した力と叡智の事。発動によってリヴィエラ共々魔族を滅ぼす事が可能であるらしいが詳しい事は不明。
ゴートの七賢
神魔戦争の後、神々の代理者として神界を管理している存在。千年経った後に魔族復活の兆しがリヴィエラで確認され、『神罰』の発動を決定する。ヘクター以外の6人については本編中でも語られることはなかった。
告死天使【Death Bring Angelix】
神魔戦争の際に神々が自ら禁忌を侵し、己の生命と叡智を刻み出して創造した存在。黒き翼を背に、刃の先に死を告げる破滅の天使。
告死天使たちの活躍により、長きに続いた神魔戦争は終焉を迎える事となった。ちなみにエクセル達は神魔戦争当時の天使ではなく、新生した告死天使。
インフェルノス
ディヴァイン【Divine】
オリハルコンで作られた、神々の力（神威）を秘めた武器。告死天使のみが使用でき、凄まじき威力を秘めている。しかし、ディヴァインを得るためには自身の『何か』を『ロスト』しなくてはならない。なお、主人公エクセルは『翼』を『ロスト』している。
本編中に確認されているのは『神剣エクセリオン』『神槍ローレライ』『断罪のロンギヌス』の3つ。外見上の共通項として、どのディヴァインも稲妻のように波打った特徴的なデザインが取り入れられている。なお『神斧トゥール』は本物のディヴァインではなく、ヘクターによって生み出された仮初めのディヴァインである。
エレンディア
精霊たちが住まうリヴィエラの町の一つ。様々な種族の精霊たちが協力し合って生活を営んでいる。シエラによるとエレンディアは魔法が発達している町であるらしい。近くには世界樹ユグドラがあり、その内部世界『ユグドラル領域』に『神罰』の封印が存在している。
ロザリナ島
アーク族の精霊達が住む島。エレンディアの精霊達とは仲が良く、凧揚げ大会もしたことがあるらしい。しかし、謎の魔族の出現によりセレネ以外のアーク族は壊滅した。
アーク族
コウモリのような羽の生えた精霊のこと。本編中に出ているアーク族はセレネだけなので、その他のアーク族のことは不明。
十二精霊族
十二の力を司る精霊達の通称。四人のヒロイン全員が十二精霊族いずれかの出身である。（幸運、正義、勇気、知恵）
制作時にもっとハードなストーリーが構想されていた頃の名残の設定であり、資料から削除するのを忘れてしまったために公開されてしまった設定。GBA版以降では削除されている。

### システム用語
MOVEモード
フィールドを移動するモード。表示されたトリガーと同じボタンを押すことで移動を行う。
QUESTモード
フィールドを調べるモード。宝箱やイベントを調べるときなどに行う。
トリガー
エクセル達の行動を決定する。白いものはTP（トリガーポイント）を必要としないが、赤いものはTPを消費しなければならない。TPは戦闘時の成績、章終了時の成績などによってその数値が決定する。
オーバースキル
いわゆる「必殺技」。

## 制作スタッフ

### WSC版製作スタッフ
ゲームデザイン
伊藤真一
キャラクターデザイン
高津幸央
モンスター・背景デザイン
岩永悦宜
音楽
足立美奈子

### GBA版製作スタッフ
ゲームデザイン
伊藤真一
キャラクター・モンスターデザイン
戸部淑
音楽
足立美奈子

### PSP版・SE版製作スタッフ
ゲームデザイン
伊藤真一
キャラクター・モンスターデザイン
戸部淑
音楽
林茂樹
足立美奈子